# Ботанічний сад Рейк'явіка
Ботанічний сад Рейк'явіка (ісл. Grasagarður Reykjavíkur) — ботанічний сад у Рейк'явіку (Ісландія).
Ботанічний сад в Рейк'явіку заснований 18 серпня 1961 на території міського парку у районі Льойгардалюр  в центрі Рейк'явіка. Історія ботанічного саду фактично почалася з того, що Університет Ісландії подарував Рейк'явіку колекцію з 200 видів ісландських рослин.

## Графік роботи
Літо (травень — вересень): 10:00 — 22:00
Зима (жовтень — квітень): 10:00 — 15:00

## Опис ботанічного саду
Сад має площу  понад 5 га і розташований в центрі Рейк'явіка, поблизу зоопарку. Усього в колекції ботанічного саду міститься близько 5000 видів, підвидів і сортів рослин. Основна мета саду — збереження рослин Ісландії для рекреаційних, освітніх та наукових цілей.
Ботанічний сад Рейк'явіка складається з дев'яти тематичних експозицій:
- флора Ісландії (близько 350 видів рослин),
- рододендрони,
- багаторічні трави,
- дендрарій (найбільший відділ ботанічного саду, його площа близько 3,6 га),
- оранжерея,
- альпінарій (рослини з гірських районів Європи, Північної та Південної Америки, Азії та Нової Зеландії),
- сад троянд,
- лісові рослини,
- декоративні, садово-городні та лікарські рослини.

Планується створити ще одну експозицію — однорічних трав.

## Галерея

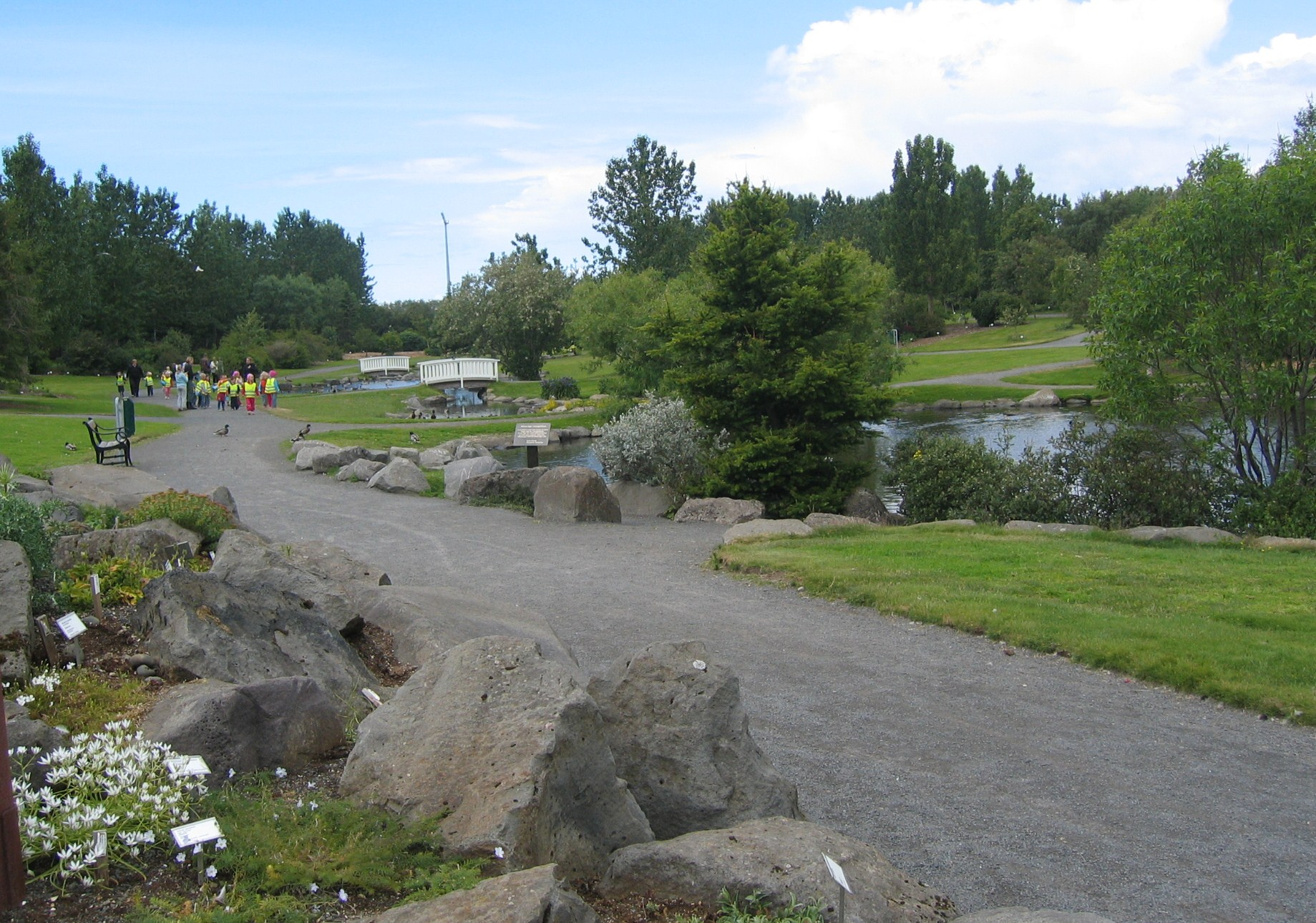
Алея у ботанічному саду
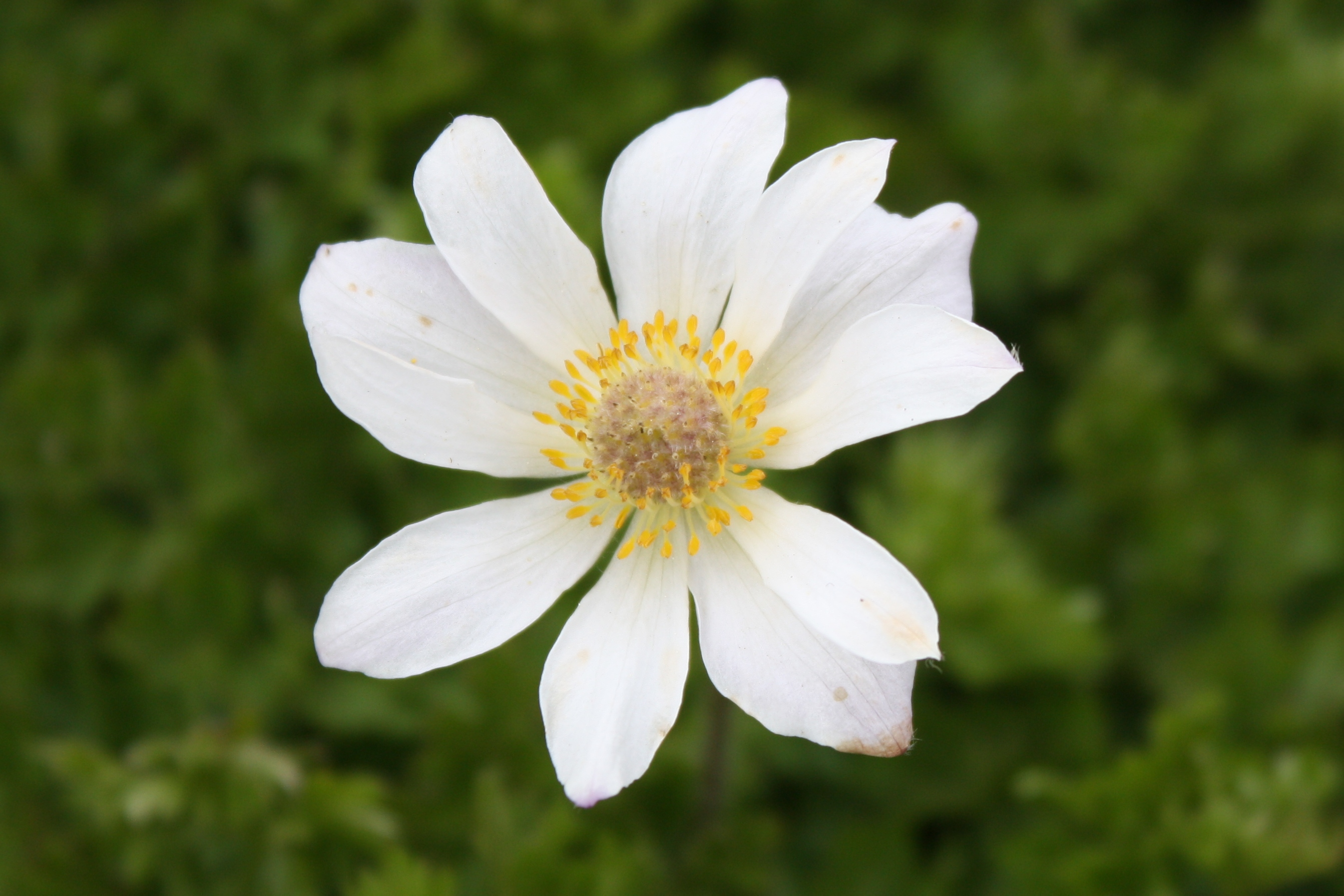
Anemone baldensis
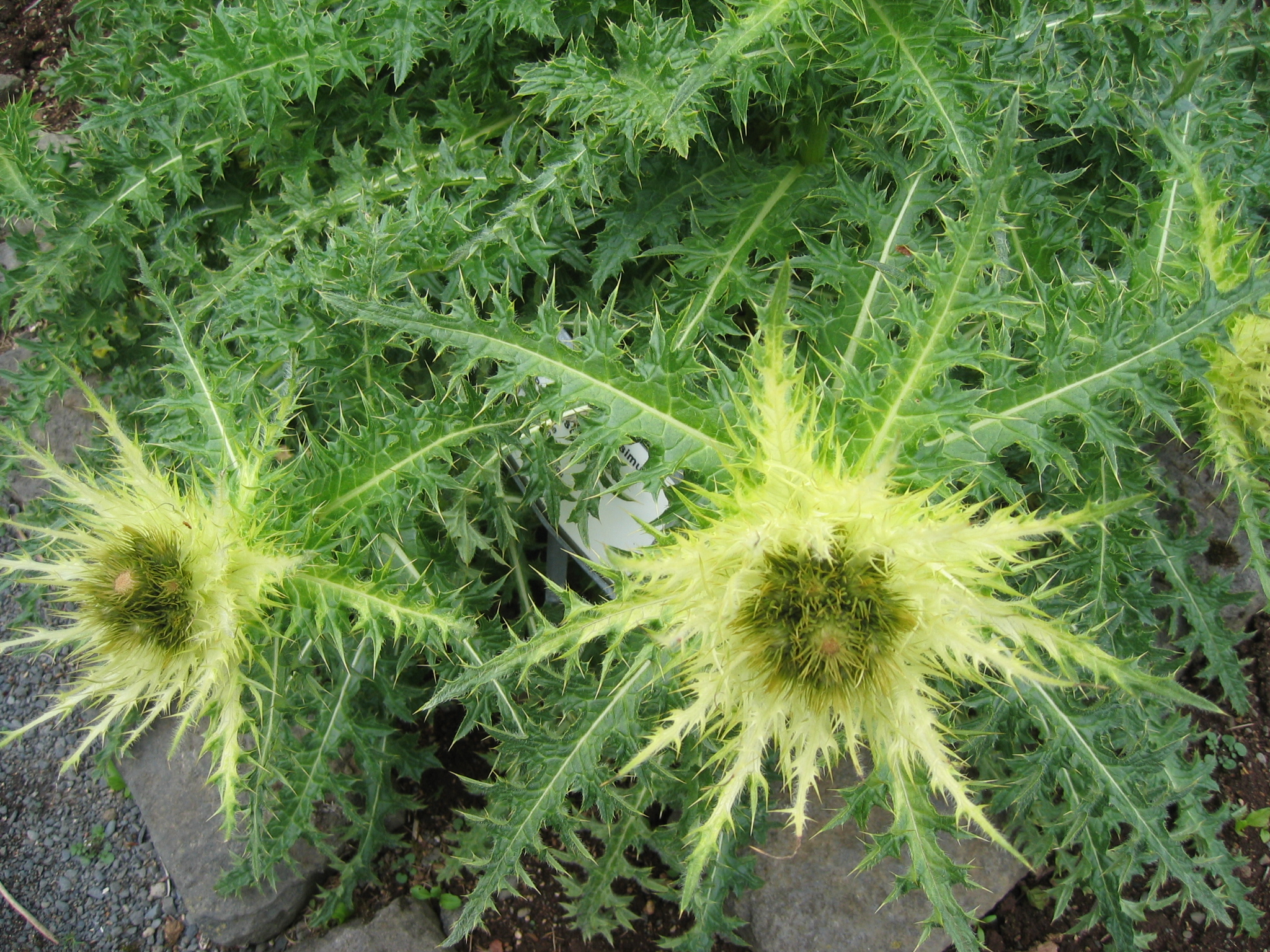
Cirsium spinosissimum
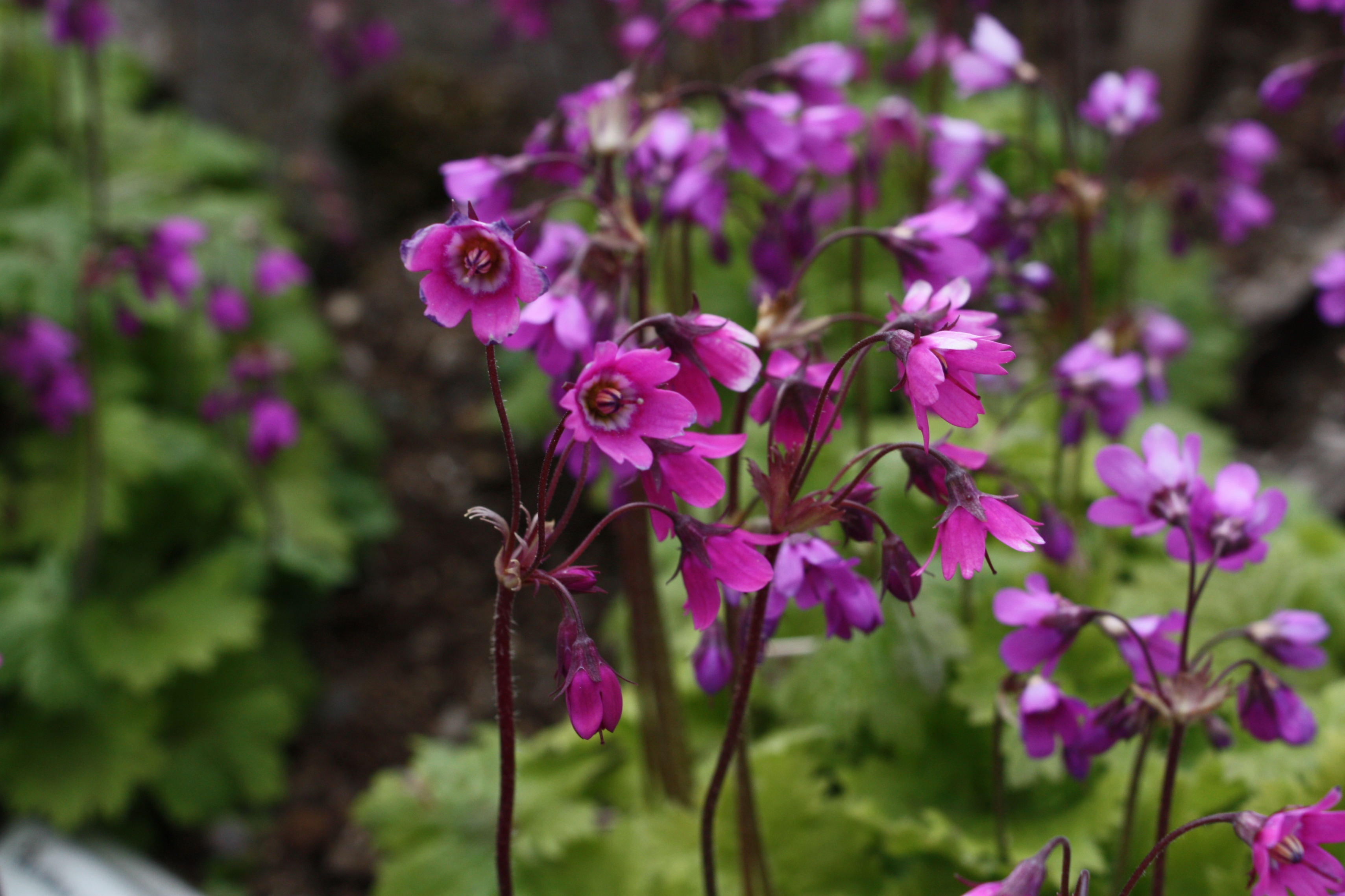
Cortusa caucasica
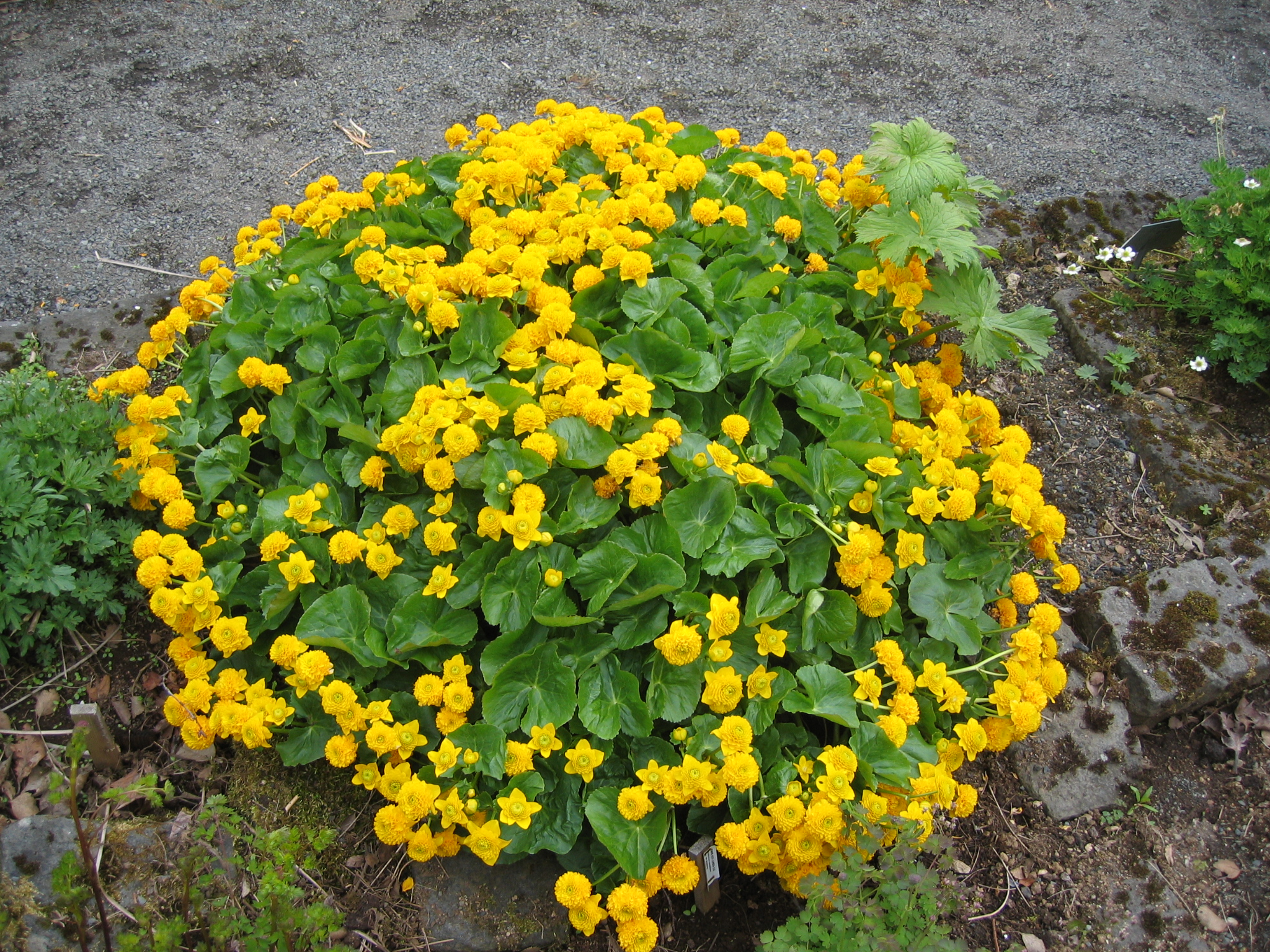
Калюжниця болотна
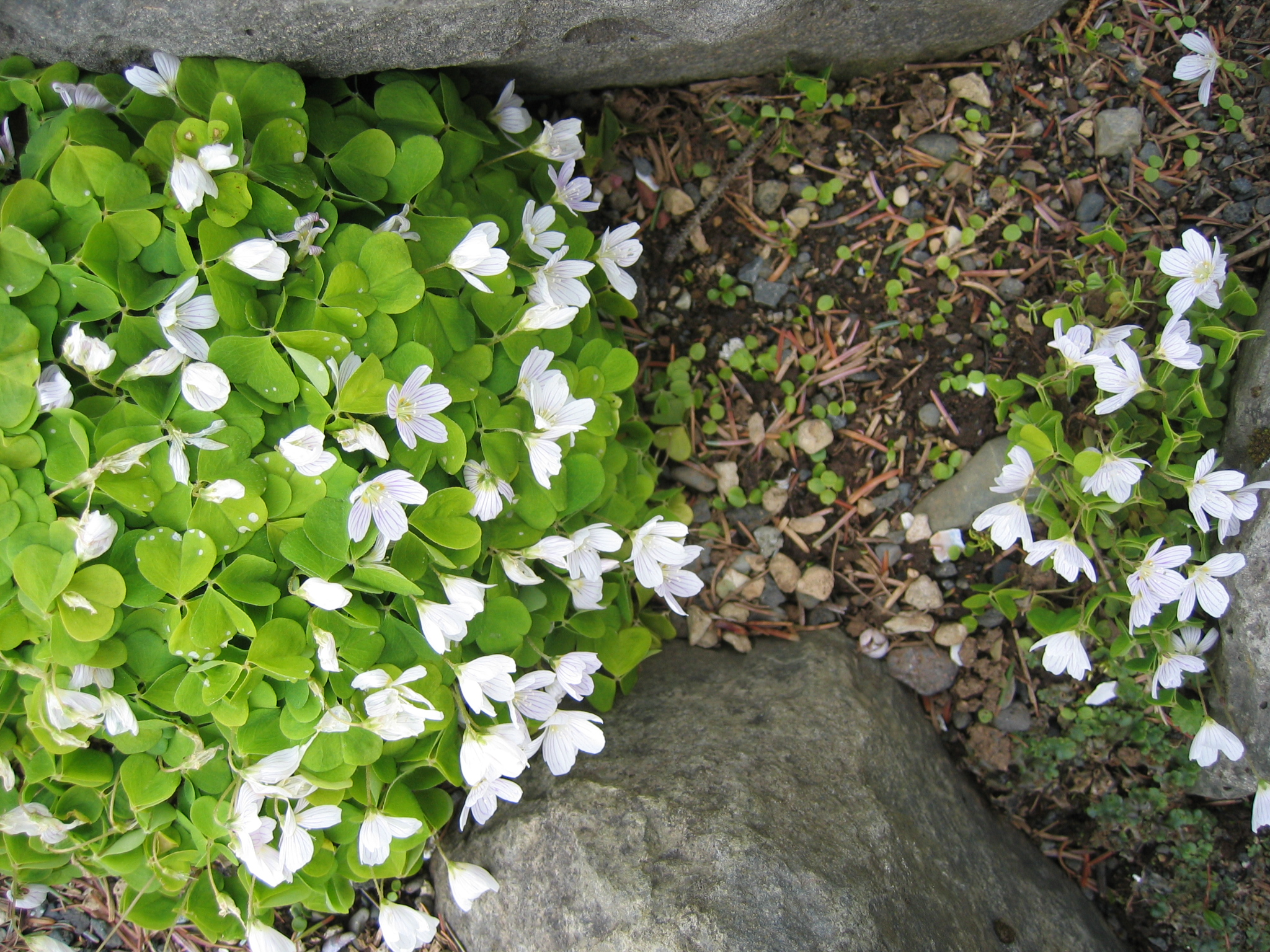
Квасениця звичайна
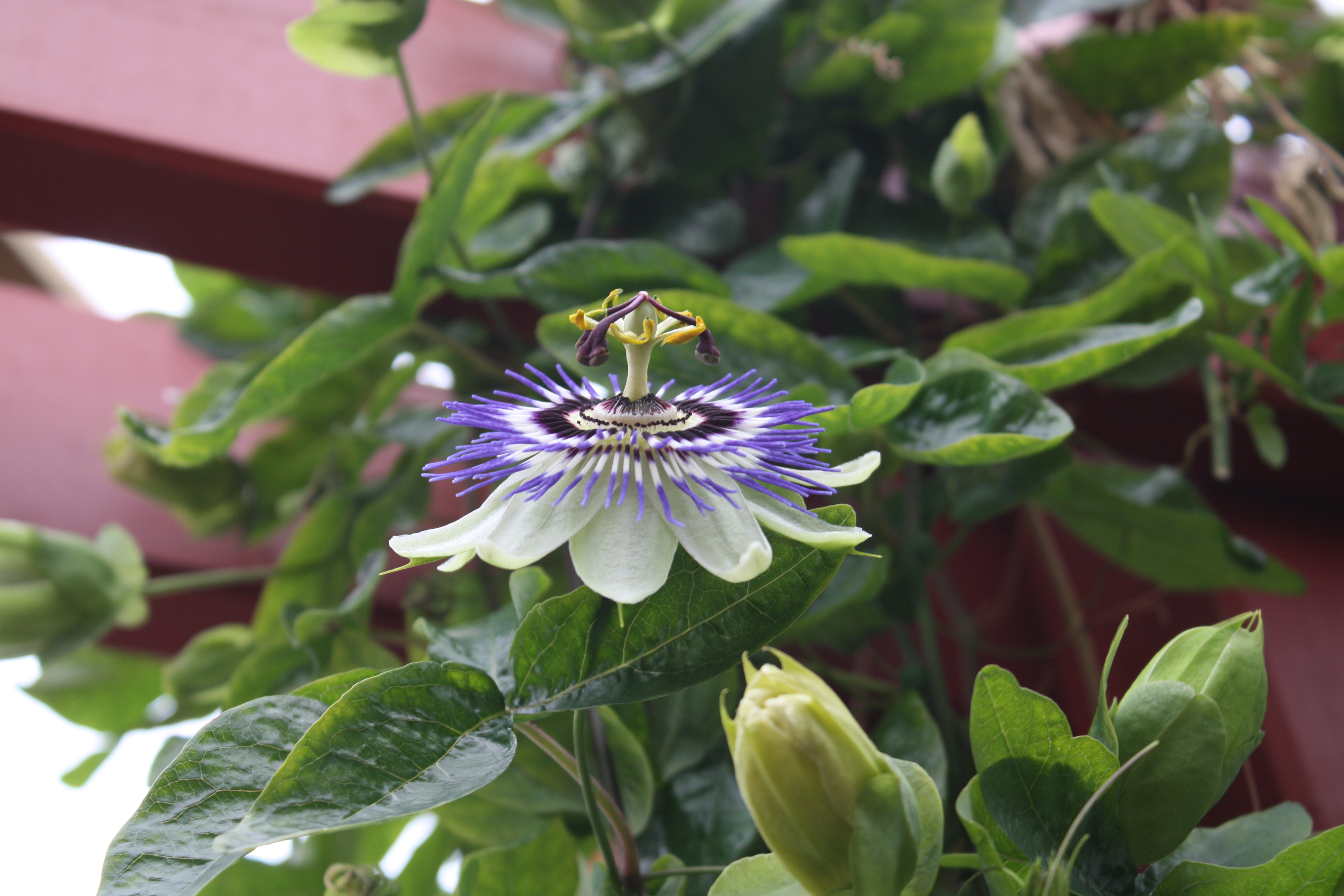
Passiflora caerulea
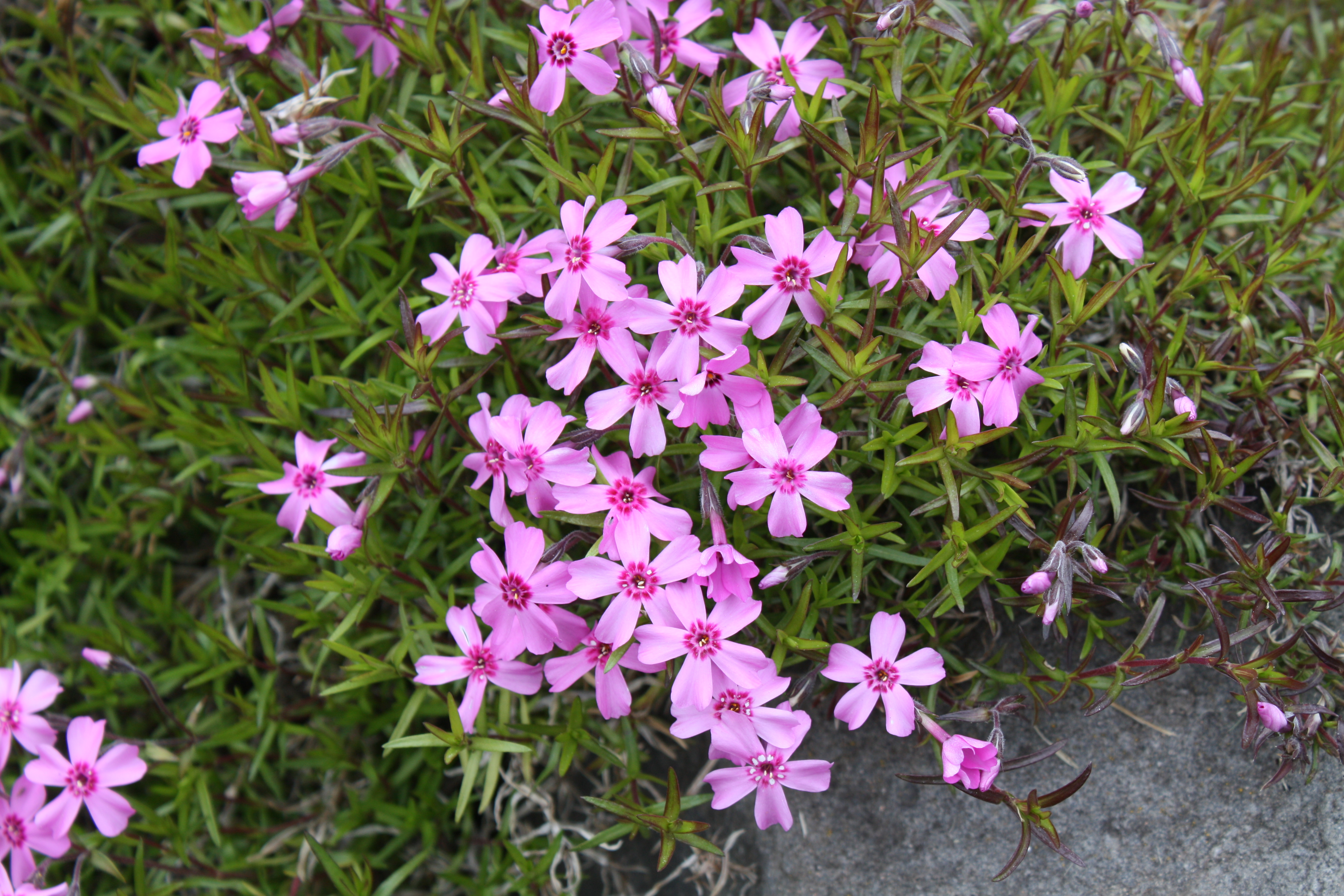
Phlox subulata
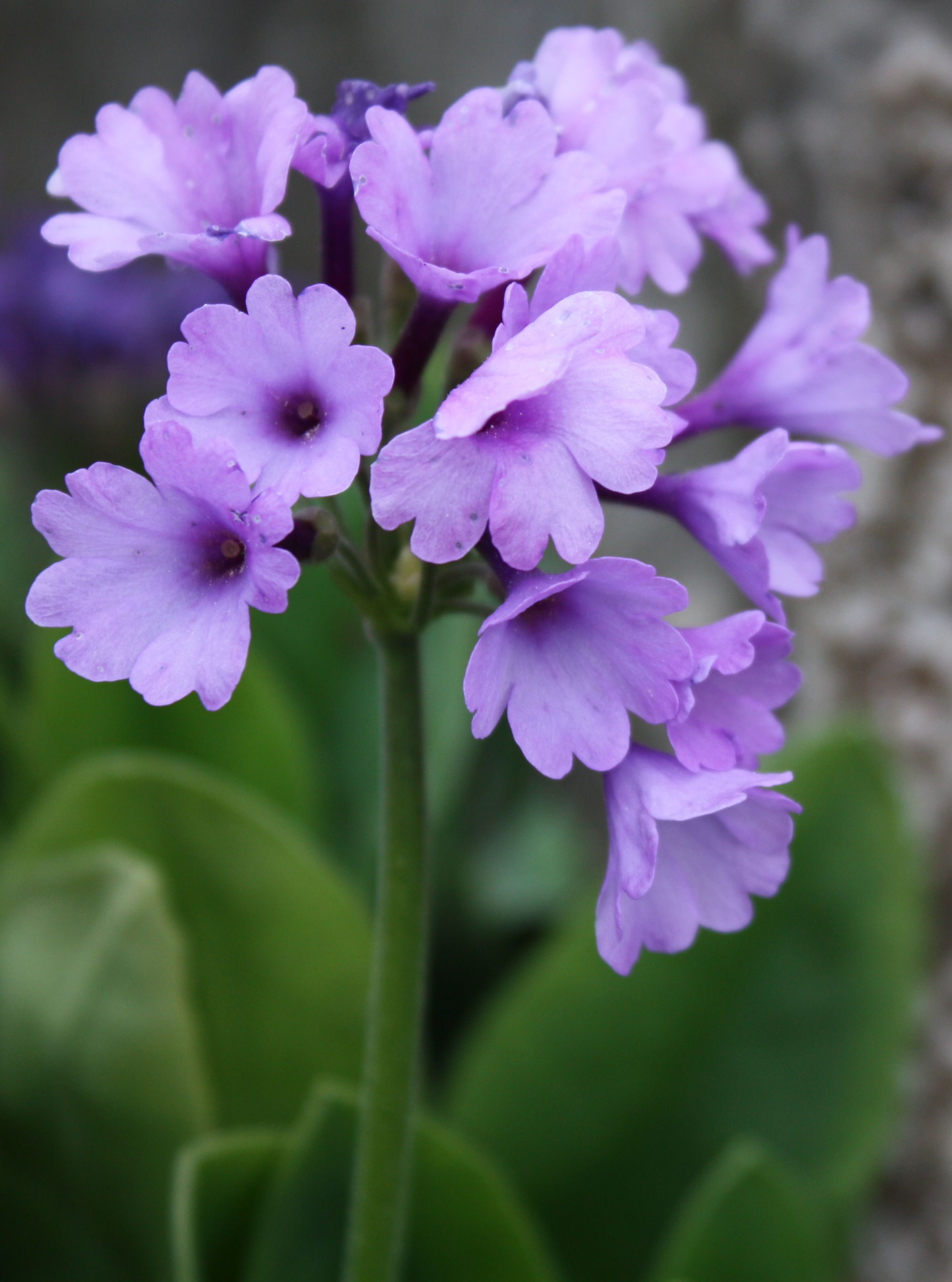
Primula latifolia
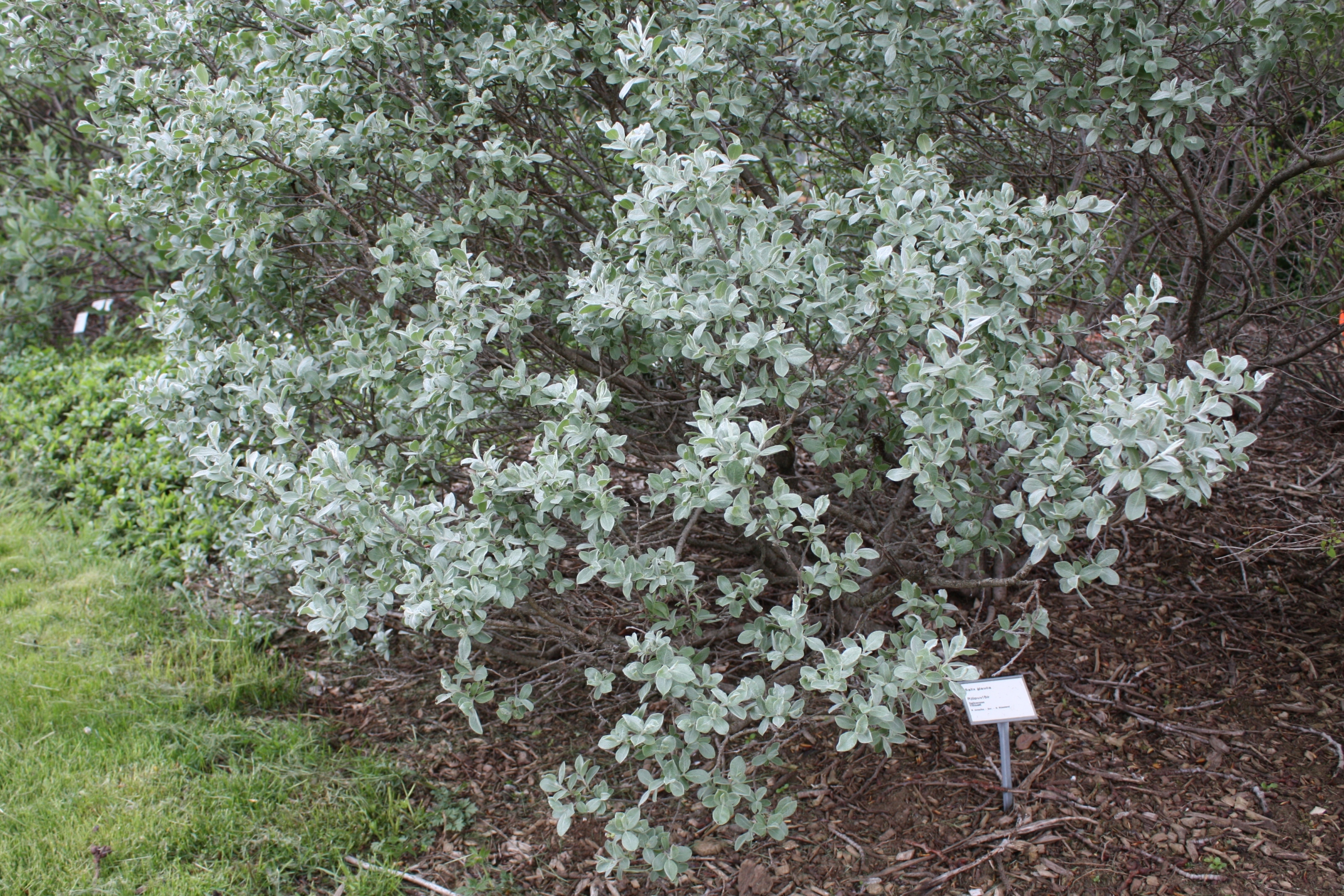
Salix glauca
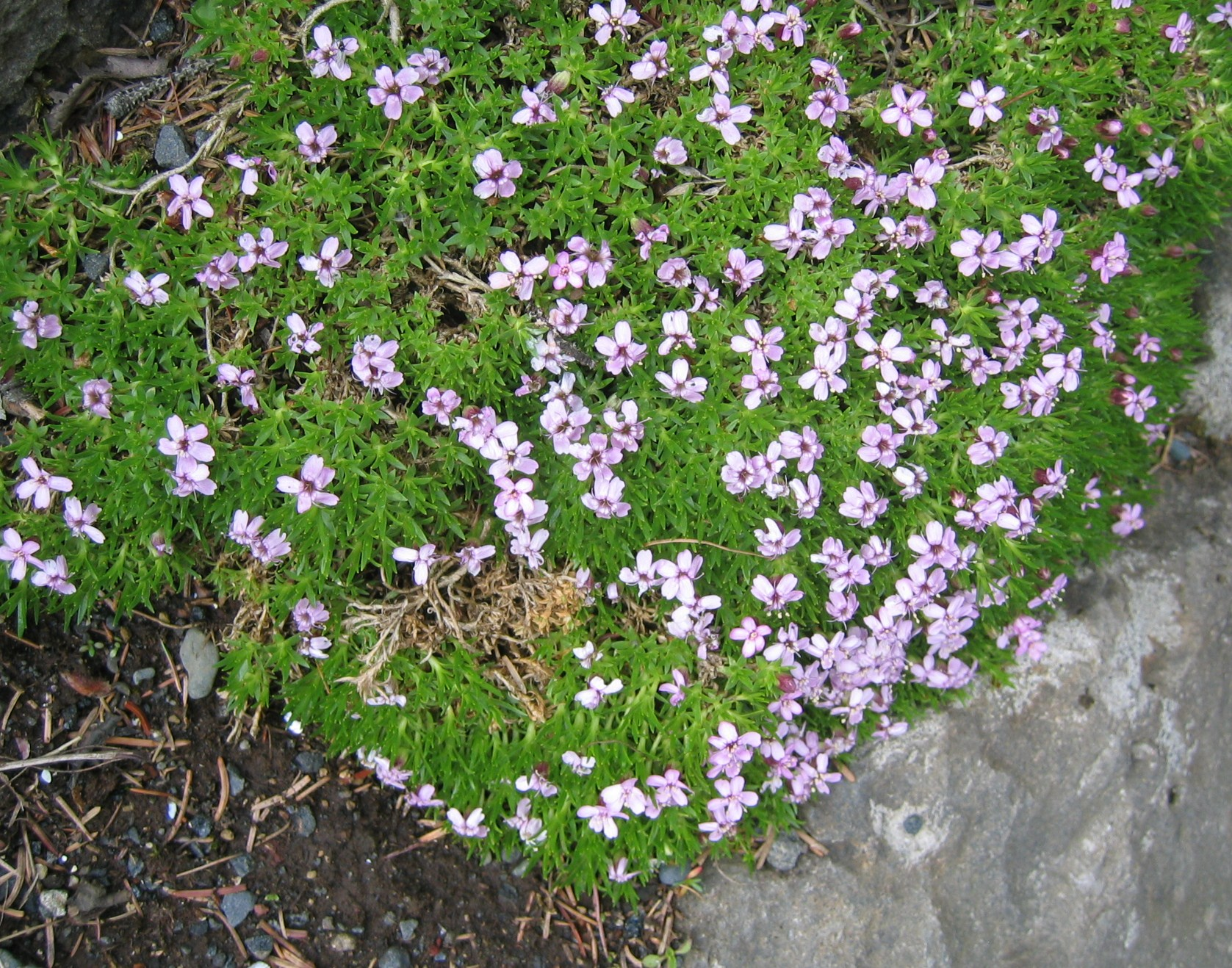
Silene acaulis
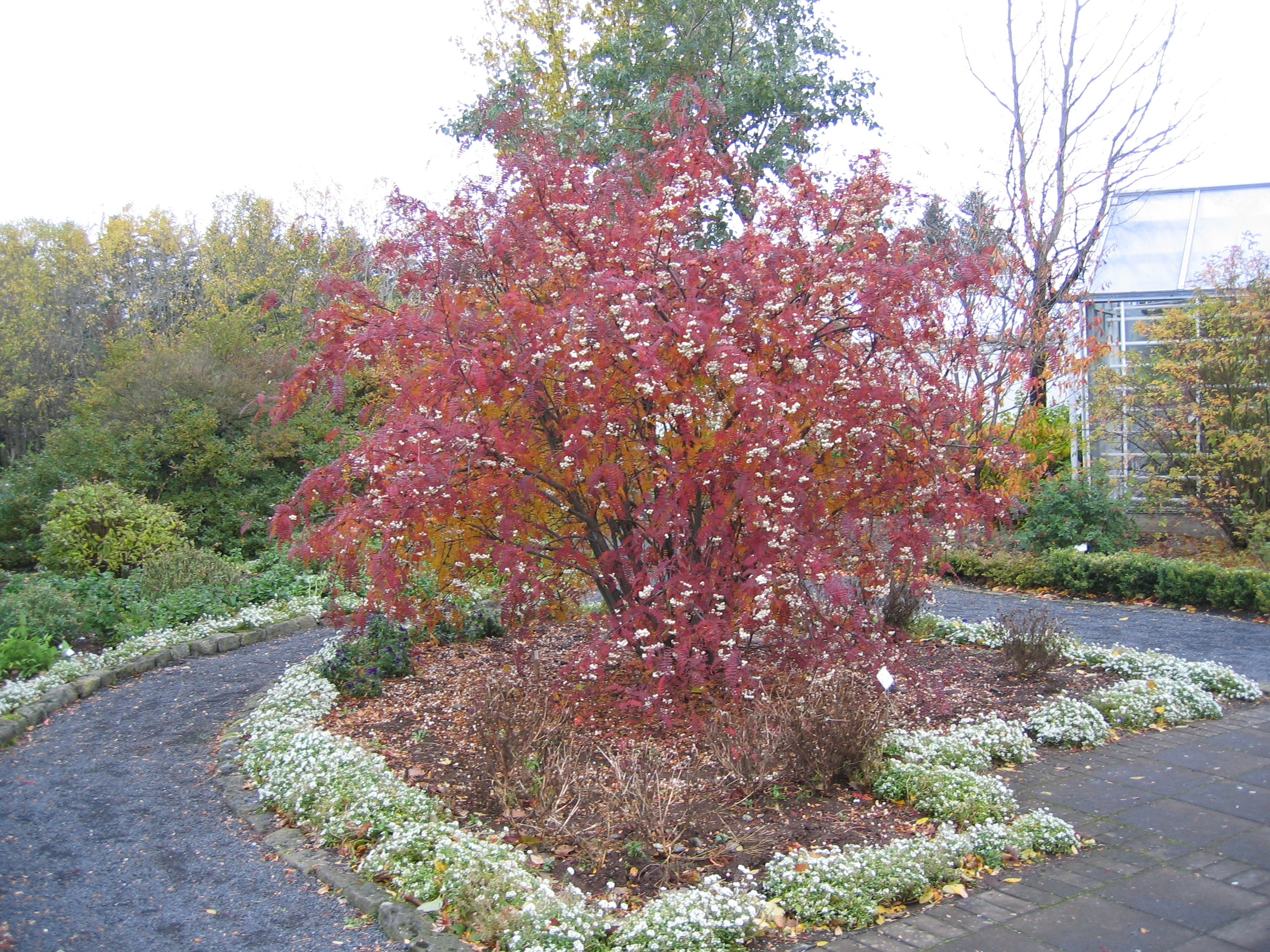
Sorbus fruticosa